# Legendary (film)
Pour les articles homonymes, voir Legendary.
Pour plus de détails, voir Fiche technique et Distribution.
Legendary est un film dramatique produit par Mel Damski mettant en scène Devon Graye, John Cena, Patricia Clarkson, Danny Glover, Madeleine Martin, et Tyler Posey. Le film est initialement paru le 10 septembre 2010 aux États-Unis et 24 septembre 2010 en France.

## Synopsis
Un jeune garçon, Cal Chetley (Devon Graye) essaye de réunir sa mère Sharon (Patricia Clarkson) et son grand-frère Mike (John Cena) dont il est séparé, dix ans après la mort de leur père, une légende de la lutte. Bon étudiant mais sans réel talent athlétique, l'adolescent décide d'intégrer l'équipe de lutte de son lycée dans l'espoir de réunir sa famille.

## Distribution
- Patricia Clarkson : Sharon Chetley
- Devon Graye : Cal Chetley
- John Cena (VF : Julien Meunier) : Mike Chetley
- Madeleine Martin : Luli Stringfellow
- Danny Glover (VF : Richard Darbois) : Harry "Red" Newman
- John Posey : Coach Tennent
- Tyler Posey : Billy Barrow
- Teo Olivares : Donald Worthington
- Kareem Grimes : Theo "Gnat" Henderson
- Christopher Alan Weaver : Joe Easley
- Robert Bryan : 3e enfant
- Angelena Swords : Jill
- Yvonne Misiak : Serveuse
- Lara Grice : Laura Melton
- Patrick Cox : Homme
- Dennen D. Tyler : Juge Elaine Gardener
- Vince Antonio : Coach de Claremore
- Andrew Sensenig : Larry Edwards
- Ritchie Montgomery : Présentateur
- J.D. Evermore (VF : Laurent Larcher) : Terry Jay
- Robert "Rob" Hermann : Coach de Northside
- Courtney J. Clark : Lori
- Sean Cunningham et Alex Hardee : Enfants
- Chuck Hosack et T.J. White : Rednecks
- Marc Lagattuta : Arbitre
- Alexis Arceneaux, Jonathan Arceneaux, Jack Craft, Sam Craft et George Elizondo : Membres de la fanfare
- Hillary Moore : Annonceure de Riverdale
- Felder Charbonnet : Entraîneur
- Daurice Cummings : Invité
- Dayton Gray : Professeur fan de catch
- Philip Lawrence (en) : Entraîneur de catch

## Fiche technique
- Titre original : Legendary
- Réalisation : Mel Damski
- Scénario : John Posey
- Musique : Jim Johnston
- Production : Mel Damski
- Société de production : WWE Studios
- Pays de production : États-Unis
- Langue : Anglais
- Format : Couleurs - 35 mm - 2,35:1
- Genre : drame
- Durée : 107 minutes
- Dates de sortie : 
  - États-Unis 10 septembre 2010
  - France 24 septembre 2012

## Production
Le film est produit par la WWE. Il a été filmé à La Nouvelle-Orléans en Louisiane aux États-Unis en décembre 2009.

## Réception
Rotten Tomatoes a vu les critiques donnés au film une réaction généralement négative, le film siège actuellement à un 17 % basé sur 42 commentaires des critiques. Cependant, le film obtient un score de 64 % auprès des spectateurs ayant laissé leur avis sur le site.

## Média
En raison de mauvais résultats du film dans les salles, il est prévu pour être publié en  Blu-ray et DVD. Le DVD sera vendu exclusivement à  Walmart et le Blu-Ray exclusivement à Best Buy.